# Duncan MacIntyre

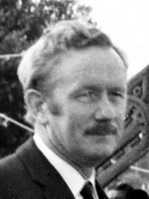
Duncan MacIntyre

Rt. Hon. Duncan MacIntyre, CMG, DSO, OBE, ED, PC (* 10. November 1915 in Hastings, Hastings District, Region Hawke’s Bay; † 8. Juni 2001 in Waipukurau, Central Hawke’s Bay District, Region Hawke’s Bay) war ein neuseeländischer Offizier der New Zealand Army und Politiker der New Zealand National Party, der unter anderem von 1960 bis 1972 und erneut zwischen 1975 und 1984 Mitglied des Repräsentantenhauses sowie mehrmals Minister war. Er fungierte ferner von 1971 bis 1972 als Administrator von Tokelau, ein von Neuseeland abhängiges Gebiet im Südpazifik, sowie zwischen 1981 und 1984 als stellvertretender Premierminister.

## Leben
Duncan MacIntyre, ältestes von sechs Kindern von Esther Mary Bell und des in Schottland geborenen Farmers Archibald MacIntyre, besuchte die Schule in Hastings und die Larchfield School in Schottland sowie nach seiner Rückkehr nach Neuseeland das Christ’s College in Christchurch. Im Anschluss war er ebenfalls als Farmer sowie Schafzüchter tätig und nahm als Angehöriger der New Zealand Army von 1939 bis 1945 am Zweiten Weltkrieg teil. Er diente im 15th (North Auckland) Regiment und im Divisional Cavalry Regiment sowie nach der Kapitulation Japans am 2. September 1945 als Angehöriger der zur British Commonwealth Occupation Force (BCOF) gehörenden J Force und im 28th Māori Battalion, den Besatzungstruppen in Japan. Für seine Verdienste im Zweiten Weltkrieg wurde er 1945 zum Companion des Distinguished Service Order (DSO) ernannt und erhielt zudem die Efficiency Decoration (ED). Nach Kriegsende war er wieder als Farmer sowie Schafzüchter tätig und diente in der Reserve der New Zealand Army, wobei er zuletzt zum Brigadier befördert wurde. 1956 wurde er zum Officer des Order of the British Empire (OBE) ernannt.
Am 26. November 1960 wurde MacIntyre für die Nationale Partei (New Zealand National Party) als Nachfolger von Ted Keating von der New Zealand Labour Party erstmals Mitglied des Repräsentantenhauses (House of Representatives) und vertrat in diesem bis zu seiner Wahlniederlage am 25. November 1972 den Wahlkreis „Hastings“, woraufhin Richard Mayson von der Labour Party gewann. Am 12. Dezember 1966 wurde er in das Kabinett Holyoake III berufen und löste Richard Geoffrey Gerard als  Minister für Ländereien und Forsten	ab. Er bekleidete dieses Ministeramt auch im Kabinett Holyoake IV (22. Dezember 1969 bis 7. Februar 1972) sowie im Kabinett Marshall (7. Februar bis 8. Dezember 1972). Er wurde zugleich am 13. Juli 1969 Nachfolger von Ralph Hanan Minister für Māori-Angelegenheiten und übte auch dieses Ministeramt bis zum 8. Dezember 1972 aus. Darüber hinaus fungierte er zwischen dem 22. Dezember 1969 und dem 8. Dezember 1972 im vierten Kabinett Holyoake und im Kabinett Marshall als Minister für Inselterritorien. Darüber hinaus wurde er 1971 als Nachfolger von Richard Basil Taylor Administrator von Tokelau, ein von Neuseeland abhängiges Gebiet im Südpazifik, und verblieb in diesem Amt bis zu seiner Ablösung durch Matiu Rata 1972.

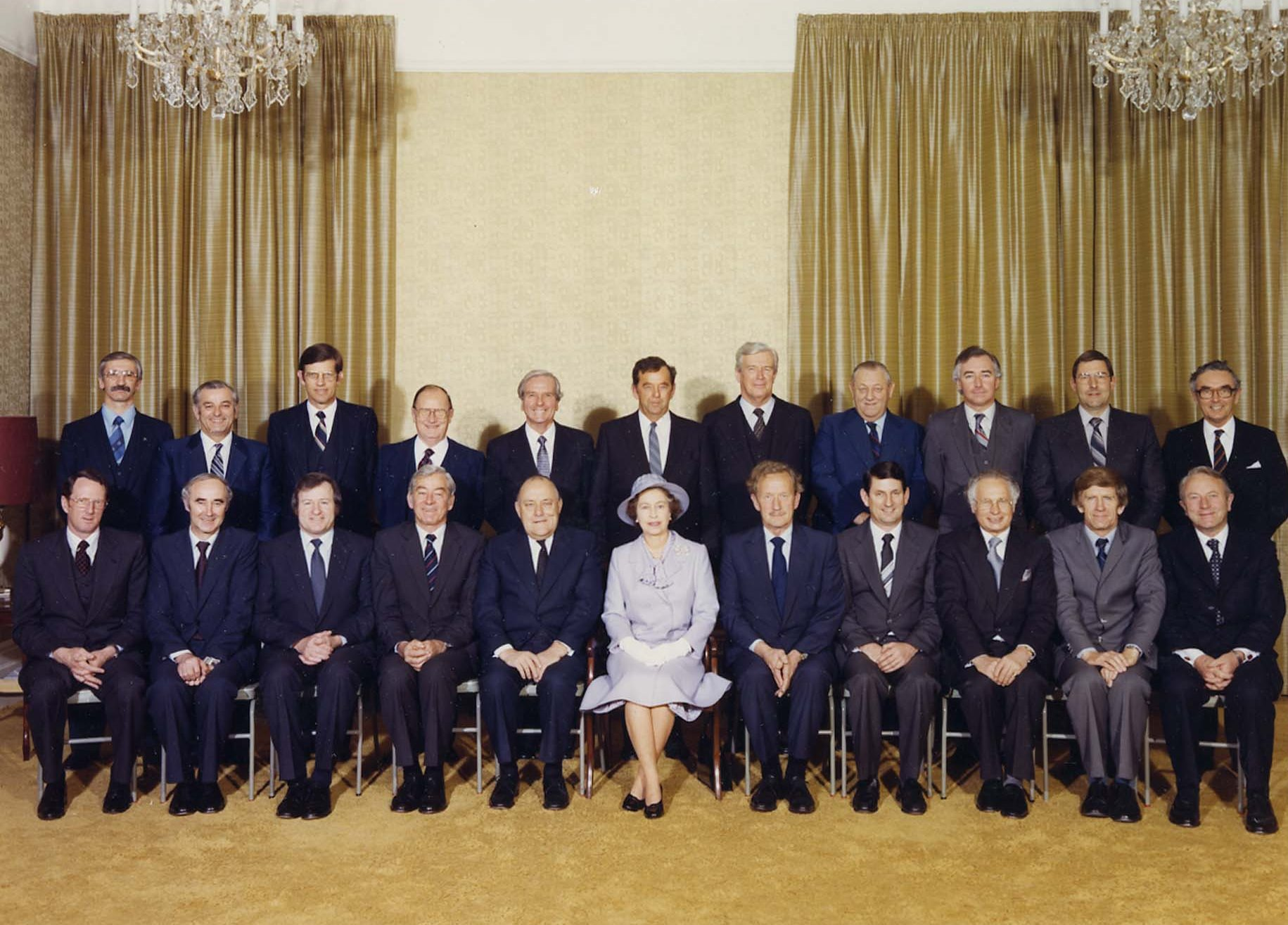
MacIntyre (5.v.r.) und das Kabinett Muldoon II mit Königin Elisabeth II. (1981).

Am 29. November 1975 wurde Duncan MacIntyre als Nachfolger seines Parteifreundes Percy Benjamin Allen im Wahlkreis „Bay of Plenty“ wieder zum Mitglied des Repräsentantenhauses gewählt und vertrat diesen Wahlkreis bis zu dessen Auflösung am 25. November 1978. Daraufhin wurde er am 25. November 1978 für den neu geschaffenen Wahlkreis „East Cape“ abermals Mitglied des Repräsentantenhauses und gehörte diesem nunmehr bis zum 14. Juli 1984, woraufhin Anne Fraser von der Labour Party diesen Wahlkreis gewann. Daraufhin wurde er am 12. Dezember 1975 als Minister für Landwirtschaft und Minister für Māori-Angelegenheiten in das Kabinett Muldoon I berufen. Außerdem war er vom 12. Dezember 1975 bis zu seiner Ablösung durch den späteren Premierminister Jim Bolger am 9. März 1977 auch Fischereiminister. Im Kabinett Muldoon II war er zwischen dem 12. Dezember 1978 und dem 11. Dezember 1981 Minister für Landwirtschaft und Fischerei und hatte dieses Ministeramt vom 11. Dezember 1981 bis zum 24. Juli 1984 weiterhin im Kabinett Muldoon III inne. Am 21. Mai 1980 wurde er als Vertreter Neuseelands Mitglied des Privy Council (PC), ein politisches Beratungsgremium des britischen Monarchen. Als Nachfolger von Brian Talboys wurde er darüber hinaus am 4. März 1981 auch Stellvertretender Premierminister und fungierte bis zu seiner Ablösung  durch James „Jim“ Kenneth McLay am 15. März 1984 als Stellvertreter von Premierminister Robert Muldoon. Für seine langjährigen Verdienste wurde er 1992 zum Companion des Order of St Michael and St George (CMG) ernannt.
MacIntyre war zwei Mal verheiratet. Aus seiner 1939 geschlossenen Ehe mit Diana Grace Hunter, die 1996 verstarb, gingen zwei Söhne und drei Töchter hervor, darunter der Sohn Hamish MacIntyre (* 1951), der zwischen 1990 und 1993 ebenfalls Mitglied des Repräsentantenhauses war. Nach dem Tode seiner ersten Frau heiratete Duncan MacIntyre in zweiter Ehe 1998 Jacqueline Gilbertson, die 2021 verstarb.